# فلوئوروسکوپی
فلوئوروسکوپی یا فلوروسکوپی (به انگلیسی: fluoroscopy) یک روش تصویربرداری است که در علوم تشخیصیِ پرتوشناسی و فیزیک پزشکی کاربرد فراوانی دارد.
یک فلوئوروسکوپ متشکل از یک مولد پرتو ایکس با جریان مولد بین ۱ تا ۵ میلی آمپر (و حتی کمتر) است که پرتوهای آن توسط نوعی گیرنده به‌نام دستگاه تقویت تصویر دریافت و تقویت می‌شود. این دستگاه پرتوهای ایکس عبوری از درون بدن بیمار را به‌صورت زنده آشکارسازی می‌کند و سپس سیگنال‌های دریافت‌شده توسط یک سیستم تلویزیونیِ مداربسته مشاهده و ضبط می‌شوند.
تکنیک‌های فلوئوروسکوپی هنگامی مفید اند که لازم است حرکتی مانند جابجایی مواد در مجرای گوارشی پس از بلعیدن مواد کنتراست زا (مثل باریم) مطالعه شود. در این روش به‌جای فیلم از صفحات شیشه‌ایِ فلورسانسِ قابل رؤیت استفاده می‌شود که باعث مرئی کردن تصویر درهنگام تشعشع پرتونگاری می‌شود.
به‌دلیل توالی پرتوهای ایکس و خطرات احتمالی توأم با آن در فلوئوروسکوپی از دوزهای پایین استفاده می‌شود که در نتیجه منجر به بروز نوفهٔ نسبتاً زیادی می‌شود.

## پیشینه

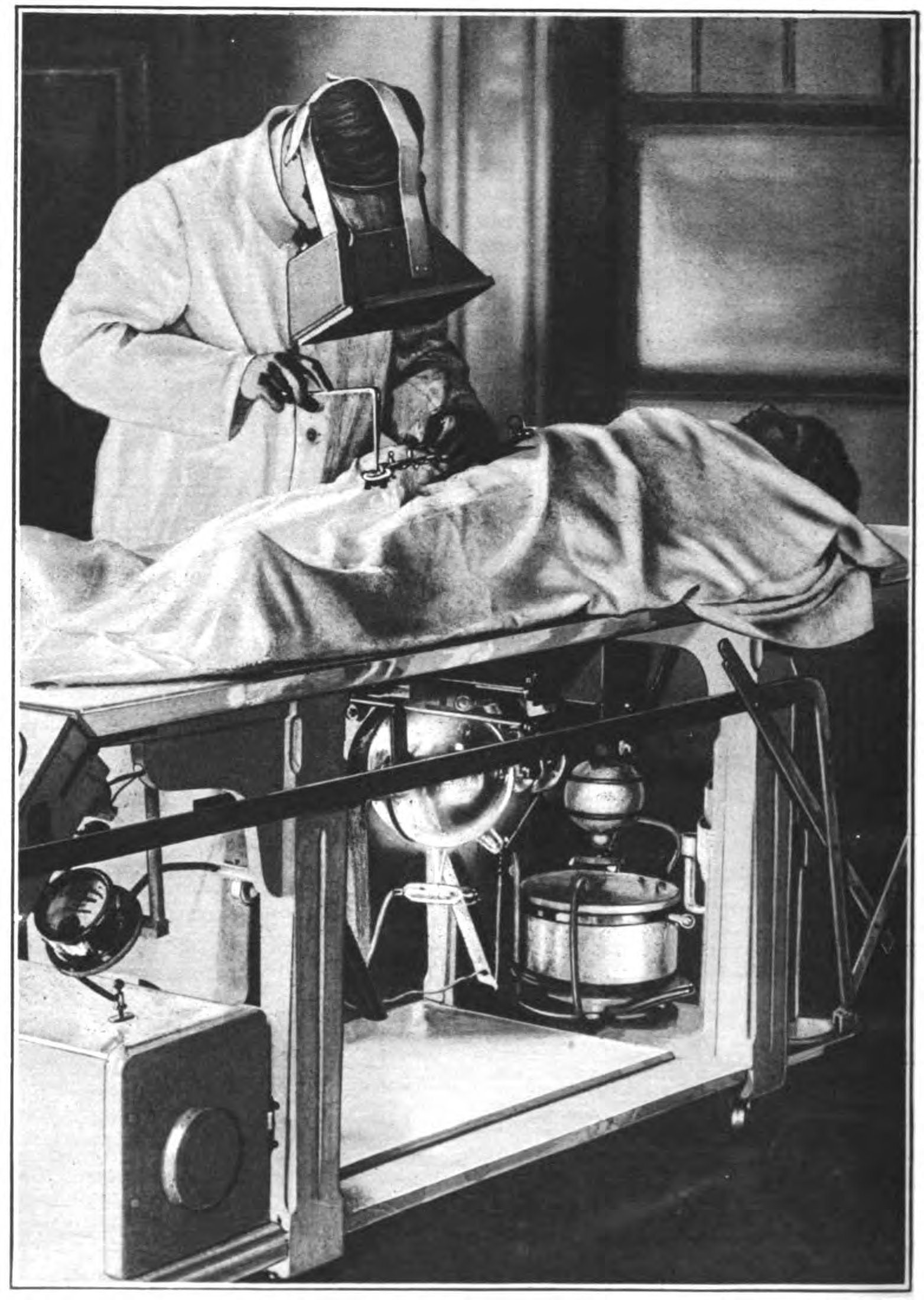
رادیولوژیست در روزگاران قدیم مستقیماً به داخل پرتو نگاه می‌کرد.

در فلوئوروسکوپ‌های قدیمی رادیولوژیست تصویر فلورسانس تولیدشده را بر روی یک صفحه در طرف مقابل لامپ پرتو ایکس مستقیماً مشاهده می‌کرد. برای این کار، استفاده از یک اتاق تاریک و تطابق دید رادیولوژیست با تاریکی ضروری بود، زیرا روشنایی تصویر جهت رؤیت آن در روز کفایت نمی‌کرد.
در فلوئوروسکوپ‌های امروزی، از لامپ تقویت‌کننده تصویر یا سیستم آرایهٔ تخطی (فلت پانل) استفاده می‌شود. در تقویت‌کننده‌های تصویر، صفحهٔ ورودی لامپ، ابتدا پرتو ایکس را تبدیل به نور مرئی و سپس بلافاصله توسط لایهٔ فتوکاتد تبدیل به الکترون می‌کند. یک باریکهٔ الکترونی می‌تواند توسط اختلاف پتانسیل ایجادشده در دو سر لامپ به‌سمت صفحهٔ خروجی شتاب گیرد. صفحهٔ خروجی در آخر از جنس فلوئورسانس است تا تصویر نورانی شدیدی را ایجاد کند.
سیستم‌های فلوروسکوپی مدرن از تقویت‌کننده‌های تصویر کوپل‌شده به سیستم‌های تلویزیونی حلقه‌بسته استفاده می‌کنند. فلوروسکوپی با تقویت تصویر در سال‌های اخیر شاهد پیشرفت‌های تکنولوژیکی بسیاری بوده‌است. سایز تقویت‌کنندهٔ تصویر(Image Intensifier) از قطرهای اولیهٔ ۱۵ سانتیمتری به سیستم‌های ۴۰ سانتیمتری رسیده‌است.

## طریقهٔ کار
فلوروسکوپی و آنژیوگرافی کاربردهای خاصی از تصویربرداری با پرتو ایکس هستند که در آن صفحه نمایش فلورسنت و یک تیوب یا لوله تشدیدکنندهٔ تصویر، به یک سیستم تلویزیون مدار بسته متصل می‌شود. سیستم‌های جدیدتر از آشکارسازهای فلت پانل استفاده می‌کنند. این مجموعه امکان تصویر برداری طی یک زمان واقعی از ساختارهای در حال حرکت را فراهم می‌سازد و در عین حال می‌تواند با تقویت یک ماده حاجب یا واسطه نیز همراه گردد. تصاویر پرتو ایکس می‌توانند برای بررسی بر روی یک فیلم هم ثبت گردند. اما موقعی که مشاهده حرکت یک شی مثلاً مشاهده حرکت ماده حاجب در مسیر گوارشی مورد نظر است می‌توان مستقیماً تصویر را بر روی یک صفحه مونیتور به‌طور زنده مشاهده نمود.
مشکل اصلی در فلوئوروسکوپی معمولی آن است که سیگنال تصاویر ایجاد شده بر روی صفحه فلورسنت بسیار ضعیف بوده و کیفیت این تصاویر در مقایسه با کیفیت تصاویر رادیوگرافی بسیارکمتر است. برای رفع این نقیصه و تقویت سیگنال نوری٫ در دستگاه‌های فلورسکوپی متعارف از یک لامپ تشدیدکننده تصویر استفاده می‌شود. سیستم‌های فلت پانل این روزها طرفداران زیادتری به خود جذب کرده اما در عوض گران ترند ولی دارای آرتیفکت‌های کمتری هستند.
از فلوئوروسکوپی به صورت پالسی هم استفاده می‌شود همانند تصویربرداری‌های قلبی.

### مدهای عملکرد فلوئوروسکوپی
با استفاده از دستگاه‌های فلوئوروسکوپی، ممکن است در سه حالت زیر، با توجه به نیاز، به تصویربرداری بپردازیم:
- فلوئوروسکوپی پیوسته:[پانویس ۶] بدون اینکه به قطع پرتو X بپردازیم، تصاویر برخط و زنده مشاهده می‌شود. این مد کاری فلوئوروسکوپی از امنیت بسیار پایین برخوردار خواهد بود.
- فلوئوروسکوپی تک-پالس کوتاه:[پانویس ۷] در این حالت فلوئوروسکوپی همان رادیوگرافی و تک تصویر خواهد بود. به همین دلیل در این حالت از دز تشعشع بالاتر نیز می‌توان استفاده کرد.
- فلوئوروسکوپی پالس با نرخ فریم متغیر:[پانویس ۸] در این حالت تصویربرداری به صورت پالسی خواهد بود یعنی در هر ثانیه چندین بار تشعشع قطع و وصل خواهد شد. به تعداد تصاویر گرفته شده در هر ثانیه، فریم گفته می‌شود که مشخص‌کننده رزولوشن زمانی تصاویر خواهد بود. یکی از محدودکننده‌های حداکثر فریم گرفته شده در هر ثانیه، مدت زمانی است که تیوب نیاز دارد تا روشن شده و تشعشع کند و دوباره خاموش شود. رزولوشن زمانی بسته به کاربرد و نیاز پزشک از ۷٫۵ فریم تا ۳۵ فریم می‌تواند متغیر باشد. مهم‌ترین کاربردهای فلوئوروسکوپی در استفاده از آن در مد کاری پالس با نرخ فریم متغیر خواهد بود. زیرا علاوه بر اینکه پیوسته نیست می‌تواند تغییرات زمانی را نیز به خوبی نشان دهد.

### وجوب ماده حاجب

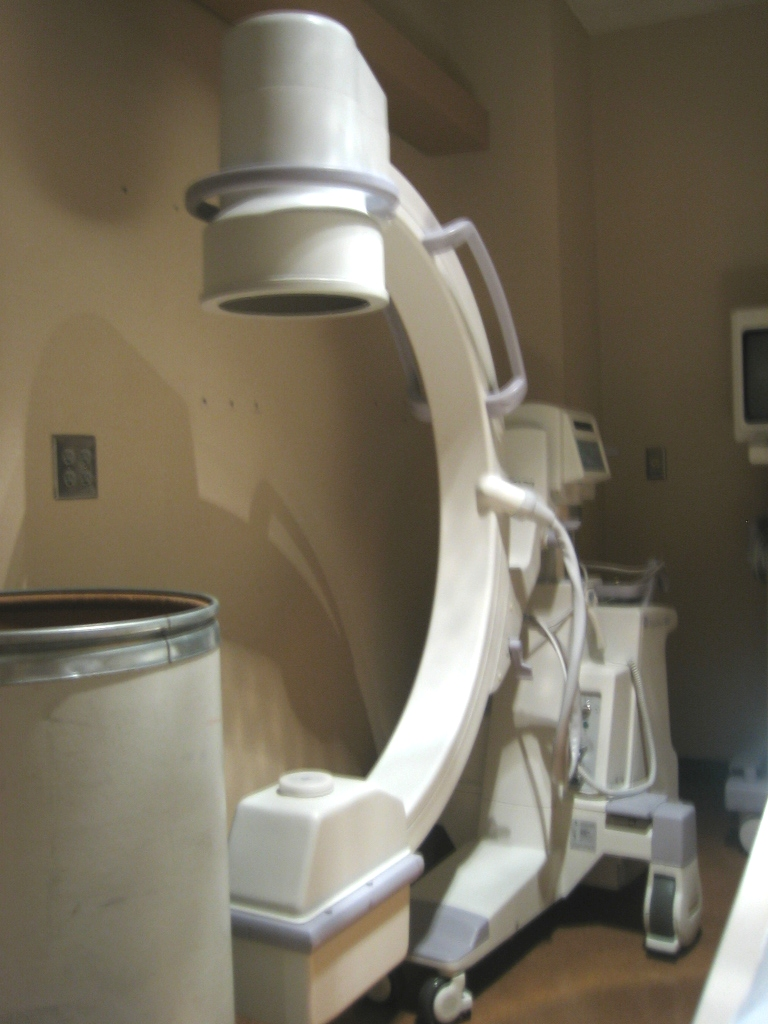
یک سیستم C-arm

در فلوئوروسکوپی معمولی برای مشاهده مسیر گوارشی٫ یک ماده حاجب غیر سمی مانند سولفات باریم٫ بسته به این که چه بخشی از مسیر گوارشی مورد آزمون قرار گیرد٫ توسط بیمار بلعیده شده یا تنقیه می‌شود. بیماری‌های معمول در سیستم گوارشی مانند زخم ٫تومورو ٫انسداد توسط فلورسکوپی قابل تشخیص است.
مواد حاجب عواملی هستند که اغلب از طریق بلعیده شدن یا تزریق به بدن بیمار مورد استفاده قرار می‌گیرند و به تعیین آناتومی و عملکرد عروق خونی، سیستم تناسلی ادراری و دستگاه گوارش کمک می‌کنند. دو نمونه ماده حاجب یا رادیوکنتراست که در حال حاضر مورد استفاده واقع می‌شوند، عبارتند از باریم (به صورت سولفات باریم) که ممکن است از راه خوراکی یا مقعدی برای ارزیابی دستگاه گوارش داده شود، و دیگری ید، در اشکال گوناگون اختصاصی، که ممکن است از طریق دهان، مقعد، یا تزریق داخل شریانی یا داخل وریدی به بیمار داده شود. این مواد حاجب، پرتو ایکس را به شدت جذب یا پخش (پراکنده) می‌کنند، و ضمن تصویر برداری در زمان واقعی اجازه می‌دهد تا تظاهرات فرایندهای دینامیک (پویا)، مانند حرکات دودی در دستگاه گوارش یا جریان خون در شریان‌ها و وریدها، ثبت گردند. کنتراست ید نیز ممکن است در نواحی غیرطبیعی، بیشتر یا کمتر از حد نرمال و عادی بافت، غلظت یا تمرکز پیدا کند و بدین ترتیب ایجاد اختلالات (تومورها، کیست‌ها، التهاب)را، بیشتر آشکار سازد. علاوه بر این، هوا نیز در شرایط خاص می‌تواند به عنوان ماده حاجب یا عامل کنتراست برای دستگاه گوارش مورد استفاده قرار گیرد، همچنین دی اکسید کربن نیز، گاهی اوقات می‌تواند به عنوان یک ماده حاجب در سیستم وریدی استفاده شود، که در این موارد، عامل کنتراست موجب تخفیف پرتو ایکس و تابش کمتر آن نسبت به بافت‌های اطراف می‌گردد.

## کاربردهای فلوئوروسکوپی

- جراحی‌های ارتوپدی

تصاویر فلوئوروسکوپی از مجموعه‌ای از تصاویر پشت سر هم تصاویر رادیوگرافی بدست آمده‌است و چون کاربرد اصلی رادیوگرافی تصویربرداری از استخوان هاست، استفاده از فلوئوروسکوپی در کاربردهای ارتوپدی جایگاه خود را پیدا کرده‌است. به‌خصوص در جراحی‌ها که نیاز است که شکستگی استخوان‌ها و تغییرات آن هم‌زمان مشاهده شود.
- وارد کردن کاتتر[پانویس ۱۱]

در هنگام وارد کردن کاتتر دنبال کردن محل آن از اهمیت ویژه‌ای برخوردار خواهد بود. به همین دلیل از فلوروسکوپی در آنژیوگرافی استفاده می‌شود.
- باریوم

باریوم به‌عنوان مادهٔ کانتراست به بیمار خورانده می‌شود با این کار سبب می‌شود که در تصویربرداری پرتو ایکس، دستگاه گوارش از دیگر اعضای داخلی متمایز شود. بدین‌ترتیب می‌توان حرکات، محل قرارگیری و شکل روده را مورد ارزیابی قرار داد. از این روش در تشخیص تومور نیز به‌کار گرفته می‌شود.
- مطالعهٔ جریان‌های خون

دو تصویر گرفته‌شده در دو زمان را اگر از هم کم کنیم تنها جزئیاتی از تصاویر که در این فاصلهٔ زمانی تغییریافته باقی می‌ماند. با استفاده از این روش پردازشیِ تصاویر دیجیتالی مشاهدهٔ جزئیاتی همچون رگ‌ها و جریان‌های درون آن ممکن خواهد شد.
با استفاده از همین تکنیک و اهمیت رادیولوژی در تصویربرداری از استخوان، از فلوروسکوپی در کاربردهای دیگری همچون پیوند اعضا و تزریق درون زانو و مفاصل نیز استفاده می‌شود.

## ایمنی در فلوئوروسکوپی
در فلوروسکوپی بیمار پیوسته در معرض پرتو ایکس بوده و دوز پرتو‌ای که دریافت می‌کند می‌تواند بسیار زیاد باشد. این نکته‌ای است که باید در فلورسکوپی مورد توجه قرار گیرد. تمام خطراتی که در رادیوگرافی وجود دارد در فلوئوروسکوپی با شدت بیشتر وجود دارد، زیرا تشعشع رسیده به مریض با پیوسته بودن بالاتر خواهد شد. در رادیوگرافی و فلوئوروسکوپی دو خطر عمده بیمار و پرسنل را تهدید می‌کند:
- خطرات لحظه‌ای همچون سوختگی ناشی از تشعشع، که همان لحظه فرد را دچار مشکل می‌کند.[پانویس ۱۲]
- پیامدهای آینده همچون سرطان، تغییر در ساختار ژن‌ها و اثر روی جنین که در آینده گریبان‌گیر بیمار خواهد شد.[پانویس ۱۳]

اما منفعت‌ها را نیز باید در نظر گرفت که نیاز تشخیصی و درمانی بیمار در تصویرگری برای پزشک ایجاد می‌کند؛ لذا ترازویی به وجود می‌آید که در یک کفه خطرات و در کفهٔ دیگر منفعت‌های تصویرگری وجود دارد و پزشک وظیفه دارد که بین این دو سبک‌سنگین کرده و این روش تصویرگری را تجویز کند.
به همین دلیل تمام روش‌های ایمنی که برای فلوئوروسکوپی ذکر خواهد شد با یک اصل کلی «تا آنجا که در کاربرد تصویر ایجاد مشکل نکند» محدود خواهد شد.